# روبرت هنري إنجلش
روبرت هنري إنجلش (بالإنجليزية: Robert Henry English)‏ هو ضابط أمريكي، ولد في 16 يناير 1888 في وارينتون في الولايات المتحدة، وتوفي في 21 يناير 1943 في وكياه في الولايات المتحدة.